# Crystal Wings
Crystal Wings sont des montagnes russes volantes du parc Happy Valley, situé à Pékin, en Chine.

## Le circuit
Le circuit de cette attraction est identique à celui de Superman: Ultimate Flight dans les parcs Six Flags.

## Statistiques
Éléments : Looping bretzel, Inline twist